# میدان نقش جهان
میدان نقش جهان همچنین معروف با نام تاریخی میدان شاه و پس از انقلاب ۱۳۵۷ ایران با نام رسمی میدان امام، میدان مرکزی شهر اصفهان است که در قلب مجموعه تاریخی نقش جهان قرار دارد.
بناهای تاریخی موجود در چهار طرف میدان نقش جهان شامل عالی‌قاپو، مسجد شاه (مسجد امام)، مسجد شیخ لطف‌الله و سردر قیصریه که ورودی اصلی بازار بزرگ اصفهان است. علاوه بر این بناها دویست حجره دو طبقه پیرامون میدان واقع شده‌است که عموماً جایگاه عرضهٔ صنایع دستی اصفهان می‌باشند.
میدان نقش جهان در تاریخ ۸ بهمن ۱۳۱۳ به شماره ۱۰۲ در فهرست آثار ملی ایران ثبت شد و در اردیبهشت ۱۳۵۸ به شماره ۱۱۵ جزء نخستین آثار ایرانی بود که به‌عنوان میراث جهانی یونسکو نیز به ثبت جهانی رسید.

## نام‌شناسی
این میدان پس از ساخت، میدان شاه نام گرفت. این میدان در زمان ثبت با همین نام در فهرست میراث جهانی ثبت شد و در حال حاضر در این فهرست با نام میدان امام ثبت شده‌است.
تا پیش از دورهٔ صفوی، باغی به نام نقش جهان وجود داشته‌است.
در زمان شاه عباس دوم به دلیل شلوغ شدن بیش از حد بازار اطراف و فروشندگان تصمیم بر آن شد که علاوه بر میدان عتیق (یا میدان کهنه) و میدان شاه، میدان دیگری ساخته شود. این میدان که محلش بسیار نزدیک به میدان شاه و پشت مسجد شیخ لطف‌الله بود، میدان نو نام گرفت. از آنجا که عمارت قدیمی در باغ نقش جهان هم‌زمان با ساخت این میدان، تخریب و مصالح آن در آنجا استفاده شد، میدان نو را میدان نقش جهان نیز می‌نامیدند.
در گذر زمان هر دو میدان کهنه و نو تخریب و ناپدید شدند ولی میدان شاه پابرجا ماند. در سال‌های اخیر میدان کهنه با نام میدان امام علی بازسازی شده‌است اما میدان نو که زیبایی و جذابیت آن دو میدان را نداشت، به دست فراموشی سپرده شد و تنها نام مستعار آن، نقش جهان، تبدیل به نام دیگر میدان شاه یا میدان امام خمینی شد.
شاه عباس در این میدان مسجد جامع عباسی را احداث نمود و مسجد شیخ لطف الله را که به بیان مدرسه بوده است، با امتداد دادن بازار و اضافه کردن بخش قیصریه میدان کهنه و نو را به هم پیوند و وصل کرد و عالی قاپو را به عنوان نمای بیرونی حاکمیت و برای ارتباط با جامعه بنا و احداث کرد.
بسیاری از سیاحان و جهانگردانی که در زمان‌های گذشته به توصیف شهر اصفهان پرداخته‌اند از شکوه و عظمت میدان نقش جهان سخن بسیار گفته‌اند و از بازدیدهای سفیران و نمایندگان خارجی و اتباع کشورهای دیگر در این میدان خاطراتی را شرح داده‌اند و بسیاری از مذاکرات تاریخی بین دولتمردان ایرانی و فرستادگان خارجی در میدان نقش جهان انجام می‌شد.
در زمان صفوی یک نهر آب دورتا دور میدان وجود داشته است که آب از کوچه پشت مطبخ و از مادی جوب شاه واقع در خیابان شیخ بهایی کنونی به آن وارد می شده و پس از دور زدن میدان و پر کردن حوض های جلوی مسجد جامع عباسی و سردر قیصریه، جلوی سردر قیصریه به یک مادی زیرزمینی می ریخته است و می رفته که باغ های شرق اصفهان را آبیاری نماید. چنار های دورتادور میدان هم بسیار معروف بوده است که تا زمان قاجار سایه دلپذیری پدید می آورده اند.

## جغرافیا و مشخصات
میدان نقش جهان، میدانی مستطیل شکل درازای ۵۶۰ متر و پهنای ۱۶۰ متر است.
پیرامون میدان دویست حجره دو طبقه قرار دارد. افزون بر آن چهار بنای عالی‌قاپو، مسجد شاه، مسجد شیخ لطف‌الله و سردر قیصریه نیز در میانه چهار ضلع این مستطیل ساخته شده‌اند.

## تاریخچه

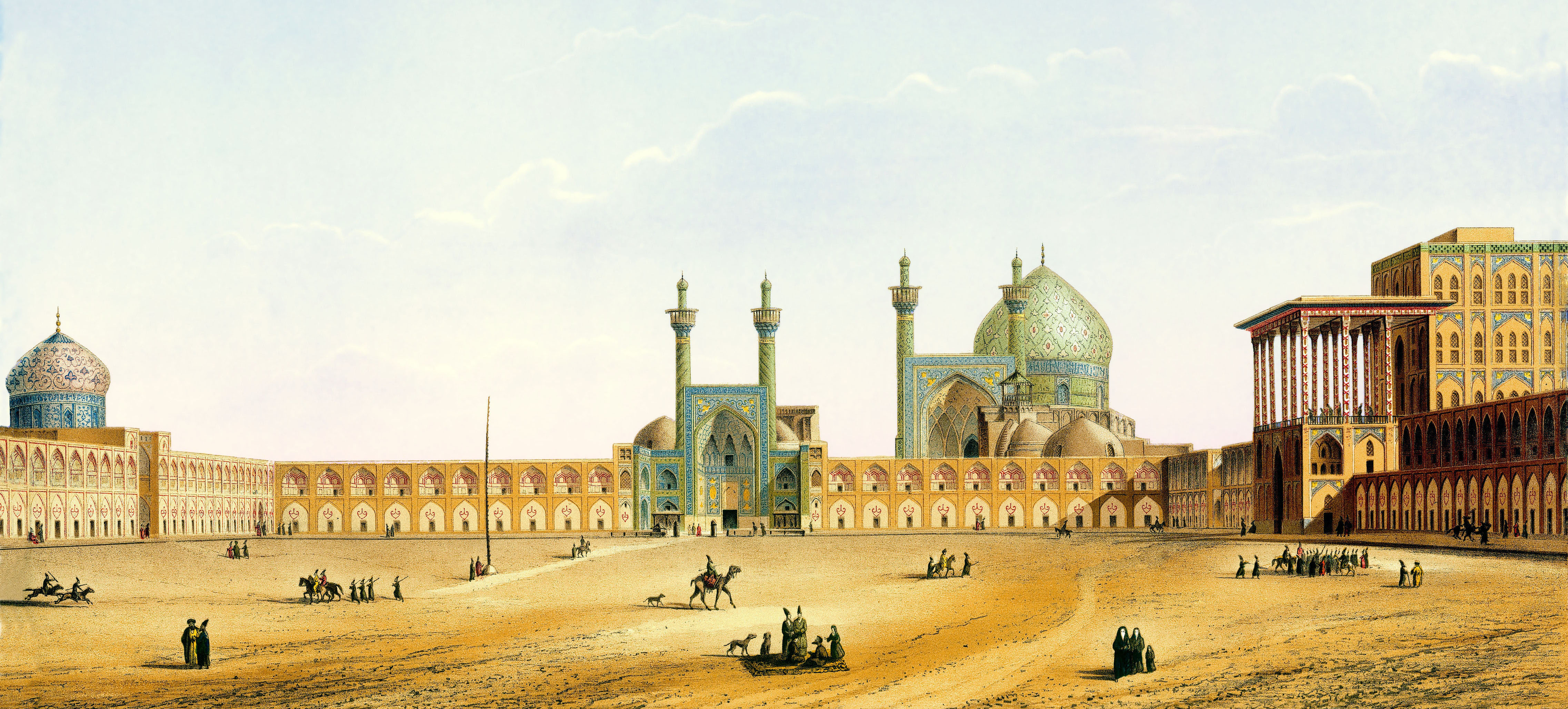
نقاشی از یک معمار فرانسوی در دهه ۱۸۰۰ میلادی

پیش از آن‌که شهر اصفهان در عصر صفوی به پایتختی ایران برگزیده شود، در محل این میدان باغی گسترده و وسیع وجود داشته‌است به نام «نقش جهان». این باغ همچنین محل استقرار ساختمان‌های دولتی و کاخ فرمانروایان تیموری و آق‌قویونلوها بود. در آن زمان بخش میْدانی باغ، «در کوشک» نام داشت. این بخش در ضلع غربی میدان نقش جهان امروزی و در محل ساخت کاخ عالی قاپو قرار داشته‌است.
در دوران سلجوقیان، دست کم بخشی از باغ نقش جهان به نام به میدان «کوشک» بوده‌است. دستگیری برکیارق از سوی برادرش محمود در این میدان رخ داده‌است. همچنین میدان کوشک، جایگاه اعدام محکومان به اعدام و برگزاری برخی از آیین‌های رسمی همچون جشن نوروز بوده‌است.
از ابتدای سلطنت شاه عباس اول، سطح میدان در اندازه بسیار بزرگتر از میدان کوشک سابق تسطیح شده و بارها آیین چراغانی و آتش‌بازی در آن برپا شده‌است. منابع گوناگون، بنای به شکل فعلی را در دوره سلطنت شاه عباس اول و به سال ۱۰۱۱ قمری دانسته‌اند. استاد محمدرضا و استاد علی‌اکبر اصفهانی، نام دو تن از معمارانی است که میدان را طرح‌ریزی نموده و آن را به شکل فعلی بنا نهاده‌اند. نام این دو معمار بر سردر بناهای پیرامونی میدان به چشم می‌خورد.

میدان شاه (اثر والتر میتل‌هولتسر حوالی سال ۱۳۰۴)

در طرح این میدان، از میدان سابق عتیق در اصفهان الگو برداری شد. بر روی هم رفته این نوع طراحی میدان، که از آن با نام میدان ایرانی نام برده می‌شود و پیوندی از بازار، مرکز حکومتی و محل مذهبی (مسجد) است، پیش از میدان نقش جهان نیز در اصفهان در میدان کهنه یا همان عتیق که الگوی اصلی میدان نقش جهان و قدیمی‌ترین نمونه این نوع از میدان است، در یزد در میدان امیرچخماق، در قزوین در میدان شاه و در تبریز در میدان صاحب آباد دارای سابقه بوده‌است.
| فکر تاریخ کرد واهب و گفت |  | شد در کعبه در صفاهان باز |

با محاسبهٔ حروف ابجد مصراع دوم این شعر تاریخ اتمام ساخت (۱۰۴۶ قمری معادل ۱۰۱۵ شمسی و ۱۶۳۶ میلادی) به دست می‌آید. در طول دوران ساخت میدان و پس از آن در سراسر دوران صفویه، میدان زنده و فعال بوده، لیکن در دوران شاه سلیمان و شاه سلطان حسین، به تدریج از رسیدگی به میدان خودداری شده‌است. در ایام سلطنت شاه سلطان حسین، جوی‌های آب به تدریج راکد شده و آخرین درختان باقی‌مانده از درختانی که شاه عباس به دست خود کاشته بود، خشکیده‌اند.
در دوره قاجار، این میدان نیز مانند سایر بناهای تاریخی اصفهان مورد بی‌توجهی قرار گرفت. بخش‌هایی از میدان در طول دوران آشفتگی ایران از حمله محمود افغان و سقوط اصفهان تا استقرار حکومت قاجاریه، تخریب شد. بخش‌هایی نیز از جمله عمارت نقاره‌خانه در دوره قاجار از میان رفت. از زمان حکومت رضا شاه تا امروز، کار مرمت و بازسازی این ابنیه به‌طور مداوم ادامه دارد.

### تاریخچه معاصر
میدان نقش‌جهان در تاریخ ۸ بهمن ۱۳۱۳ در فهرست آثار ملی ایران ثبت شده‌است. همچنین این میدان در اردیبهشت ۱۳۵۸ و جزء نخستین آثار ایرانی میراث جهانی یونسکو نیز به ثبت جهانی رسیده‌است. طرح موضوع منظر فرهنگی در اجلاس یونسکو برای آثار ثبت شده در فهرست میراث جهانی، و پس از آن ساخت برج جهان‌نما به ارتفاع ۵۰ متر (در ۱۴ طبقه) در فاصله ۷۰۰ متری میدان نقش جهان (و در منظر تاریخی و فرهنگی میدان) در سال ۱۳۷۵ موجب شد تا موضوع قرارگرفتن میدان در فهرست «میراث درخطر» یونسکو برای اولین بار در سال ۱۳۸۰ طرح گردد. سهامدار اصلی این برج شهرداری اصفهان بود و شورای شهر اصفهان در حمایت از شهرداری، دخالت یونسکو را محکوم می‌کرد.
با اصرار شهرداری بر ادامه کار، یونسکو در سال ۲۰۰۲ بازرسانی را برای بازدید از محل به اصفهان فرستاد. بازرسان یونسکو اعلام کردند «میدان نقش جهان را نمی‌توان منفرد و مجزا از اطراف آن دید.» این کارشناسان افزودند «خط آسمانی و منظر تاریخی و فرهنگی میدان نقش جهان مخدوش شده و دولت ایران موظف است نسبت به تعدیل برج جهان‌نما اقدام کند.» بر همین اساس سازمان یونسکو تا فوریه ۲۰۰۴ به ایران مهلت داد تا نسبت به تعدیل ۴ طبقه از برج اقدام نماید.
درگیری میان شورای شهر و شهرداری اصفهان از یک طرف و سازمان میراث فرهنگی و استانداری اصفهان به دادگاه انقلاب نیز کشیده شد و حتی سید محمد خاتمی، رئیس‌جمهور وقت نیز مجبور به دخالت گردید. سرانجام با پرداخت بخشی از خسارات شهرداری توسط سازمان میراث فرهنگی، برج جهان‌نما در تاریخ ۸ بهمن سال ۱۳۸۴ تعدیل گردید و دوطبقه بالایی آن تخریب شد تا به منظر فرهنگی میدان آسیبی وارد نشود.

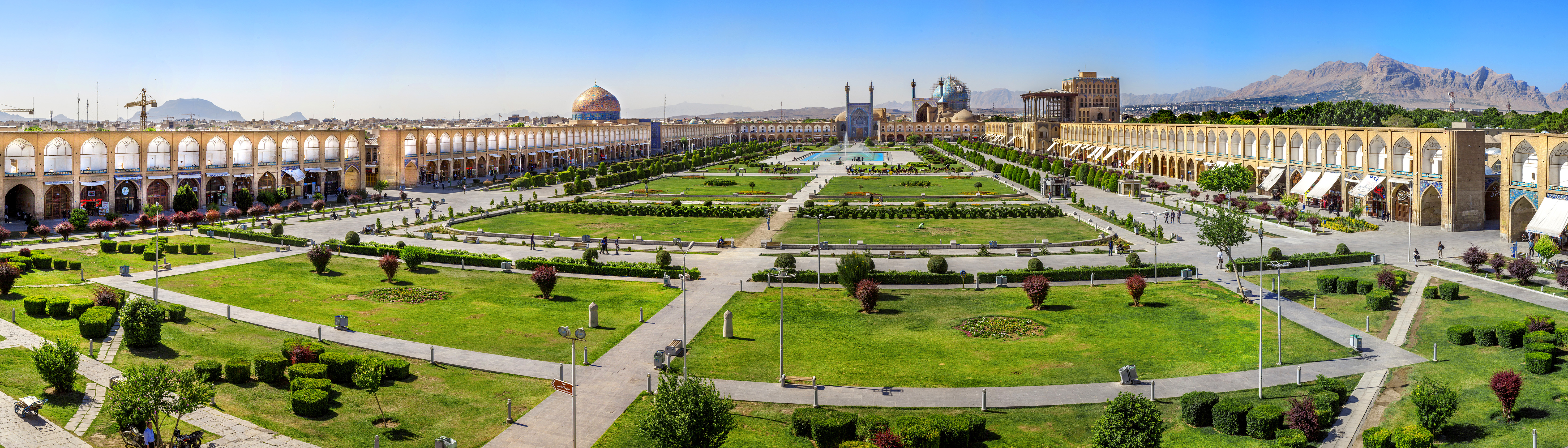
سراسرنمایی از میدان نقش جهان

## بناهای پیرامونی
در پیرامون میدان، مشهورترین و عظیم‌ترین بناهای تاریخی اصفهان مانند مسجد جامع عباسی یا مسجد شاه (در ضلع جنوبی)، مسجد شیخ لطف‌الله (در ضلع شرقی)، عمارت عالی‌قاپو (در ضلع غربی) و سردر قیصریه (در ضلع شمالی) ساخته شده‌است. اطراف میدان را چهار بازار بزرگ احاطه کرده‌اند. عایدات چهار بازار اطراف میدان، در سال ۱۰۱۷ قمری وقف چهارده معصوم شده‌است. ولی قلی شاملو در کتاب قصص الخاقانی می‌نویسد که شاه عباس در سال ۱۰۱۴ بازار دور میدان نقش جهان اصفهان، کاروانسرای بزرگ آنجا، بنای قصیریه، و حمام شاهی را وقف سادات مدینه و به خصوص برای هزینه ازدواج دختران و پسران سید این شهر کرده‌است. همزیستی ابنیه تجاری با ساختمان‌های حکومتی و مذهبی و همچنین وجود قدیمی‌ترین دروازه بازی چوگان جهان در میانه میدان از جاذبه‌های معماری میدان است.

### مسجد شاه

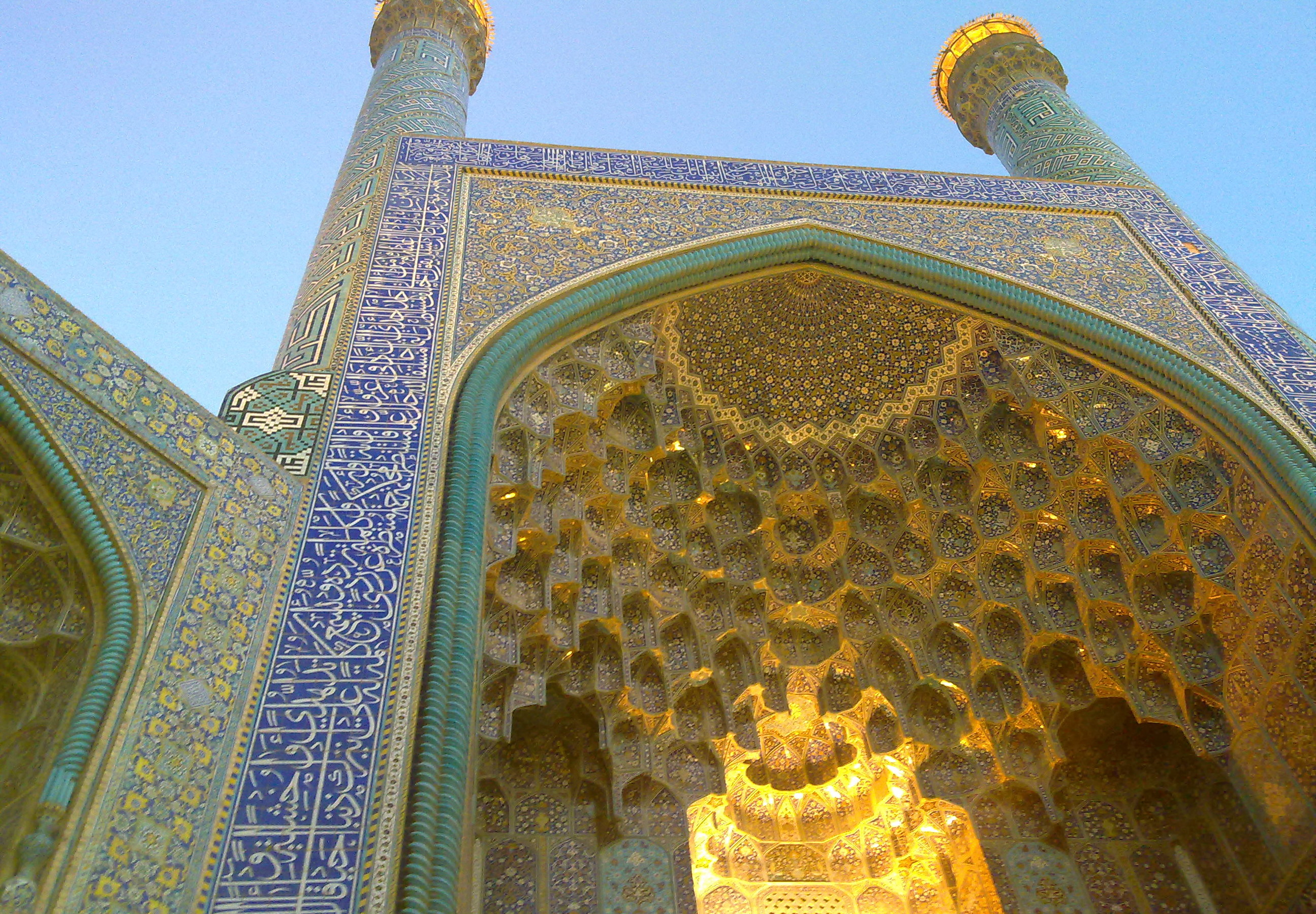
ورودی مسجد جامع عباسی

این مسجد، مهم‌ترین مسجدی است که از دوره صفویان در ایران برجای مانده‌است. کار ساخت این مسجد در سال ۱۰۲۰ هجری قمری آغاز شده و تزئینات نهایی آن در زمان شاه سلیمان به سال ۱۰۴۷ ه‍.ق (معادل ۱۶۱۲ میلادی الی ۱۶۳۰ م.) پایان رسیده‌است. معمار این مسجد استاد علی اکبر اصفهانی و کتیبه سر در آن به خط علیرضا عباسی است. علاوه بر آن کتیبه‌های دیگری به خط عبدالباقی تبریزی و محمدرضا امامی در جای جای مسجد وجود دارد. ارتفاع گنبد این مسجد ۵۲ متر، ارتفاع مناره‌های اصلی ۴۸ متر و ارتفاع مناره‌های ورودی ۴۲ متر است. از ویژگی‌های این مسجد کاشیکاری بسیار زیبا و هنرمندانه، رابطه معماری و بصری مسجد و مناره‌های چهارگانه آن با میدان، نابرابری محور میدان با قبله و تصحیح آن در دهلیزهای ورودی و بازتاب صدا در زیر گنبد مسجد است. این مسجد در گذشته به نام‌های مسجد مهدی، مسجد جامع، مسجد سلطانی، مسجد شاهی، جامع کبیر عباسی و مسجد شاه معروف بوده و امروزه مسجد امام نامیده می‌شود.

### سردر قیصریه

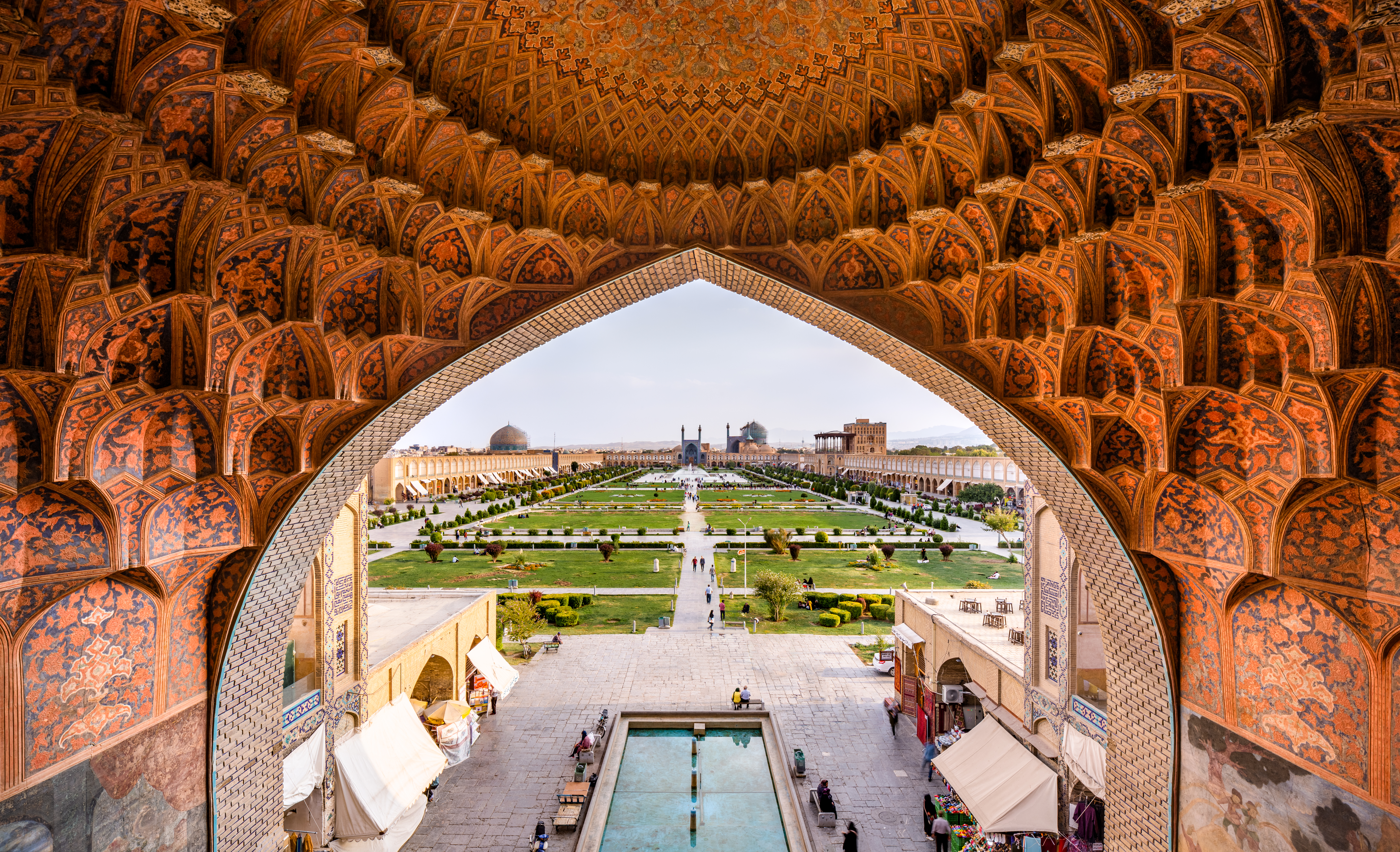
نمای میدان نقش جهان و بناهای پیرامونی از سردر قیصریه

سردر بازار قیصریه بنایی است در ورودی اصلی بازار بزرگ اصفهان. این بنا در گذشتهٔ نه‌چندان دور دارای سه طبقه و اکنون دارای دو طبقه است. طبقهٔ سوم آن که تخریب شده، نقاره‌خانه را تشکیل می‌داده‌است که در آن با صدای موسیقی، اوقات روز را اعلام می‌کرده‌اند. این سردر به بازار بزرگ اصفهان باز می‌شود و در گذشته راه اصلی بازار اصفهان بوده‌است. سردر قیصریه شامل چهار درِ فرعی، یک دروازهٔ اصلی و یک حوض بوده که حوض آن حدود دههٔ ۱۳۴۰ شمسی به باغچه تبدیل شد، ولی اکنون احیا شده‌است. علت نامگذاری این بنا، شباهت آن به یکی از بناهای شهر قیصریه بوده‌است. بر بالای سردر، نقاشی‌هایی به قلم رضا عباسی به چشم می‌خورَد. ناقوس دیر هرمز و همچنین ساعت موجود در قلعه پرتغالی‌های جزیره هرمز (به قطر حدود ۸۰ سانتیمتر)، پس از فتح آن جزیره به اصفهان آورده شد و در بالای این سردر نصب شد.

### عالی قاپو

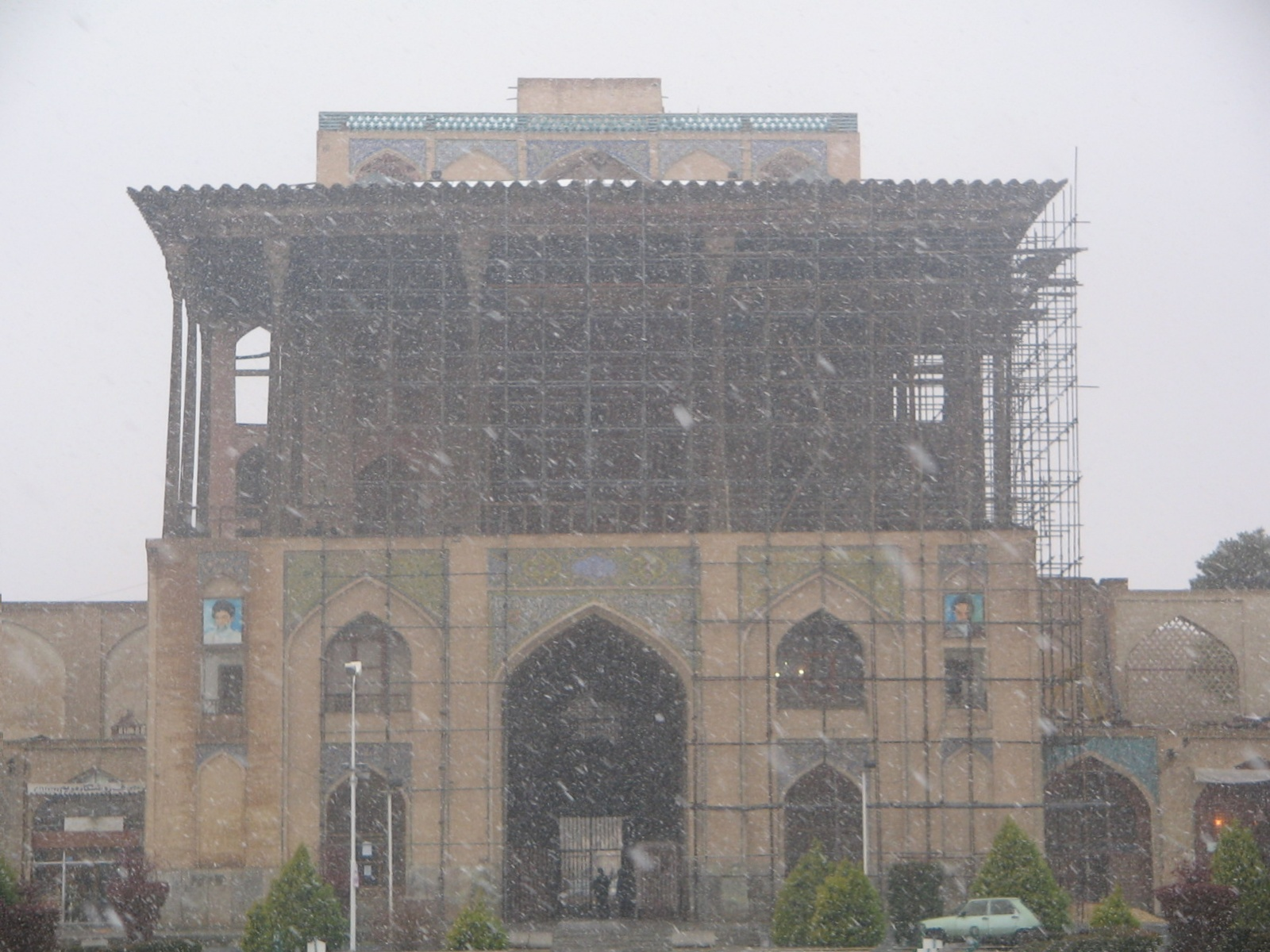
عالی‌قاپو در یک روز برفی

کاخ عالی‌قاپو در ضلع غربی میدان در ۶ طبقه و به زیربنای حدود ۱۸۰۰ مترمربع، احداث شده‌است. ارتفاع نهایی این کاخ از سطح میدان ۳۴ متر بوده و در هر طبقه تزئینات هنری خاص خود را دارد. از خصوصیات بارز این بنا وجود خاصیت واکنش صوت و صدا در محل ورودی، تالار پذیرایی بسیار زیبا، تالار اصلی موسیقی و ۵۳ اتاق به منظور استفاده جهت اتاق نشیمن، اتاق جلسه، دولت‌خانه و محل استقرار سفرا و میهمانان است. همچنین در پشت ساختمان عالی قاپو نیز پلکان مارپیجی وحود دارد که در گذشته برای اذان گفتن از آن بالا می‌رفتند. سازه بنا برپایه دیوارهای باربر و تیرها و ستون‌های چوبی استوار است. اکنون بسیاری از معماران در حال مرمت سقف رنگی ان هستند.
برخی کارشناسان نظیر آندره گدار و لطف‌الله هنرفر براساس نظر اسکندربیک منشی (که در کتاب عالم‌آرای عباسی منعکس شده) اعتقاد دارند که این بنا شالوده‌ای تیموری دارد و در مقابل کارشناسانی مانند اوژنیو گالدیری طرفدار نظریه جدیدالاحداث بودن کل بنا هستند. شاه‌عباس به منظور قداست بخشیدن به کاخ عالی‌قاپو، دری از درهای رواق مرقد علی را که با دری نو جایگزین شده بود، برای مدخل ورودی استفاده نمود. در زمان سلطنت شاه عباس، در این باغ محلی وجود داشته که بستخانه نامیده می‌شده و مقروضین و محکومان و مجرمان، تا زمانی که می‌توانستند با هزینه شخصی در آن مکان بمانند از مجازات مصون بودند.
در ۳ آذر ۱۳۹۹ یک توپ جنگی باقیمانده از صفویه مقابل آن نصب شد.

### مسجد شیخ لطف‌الله

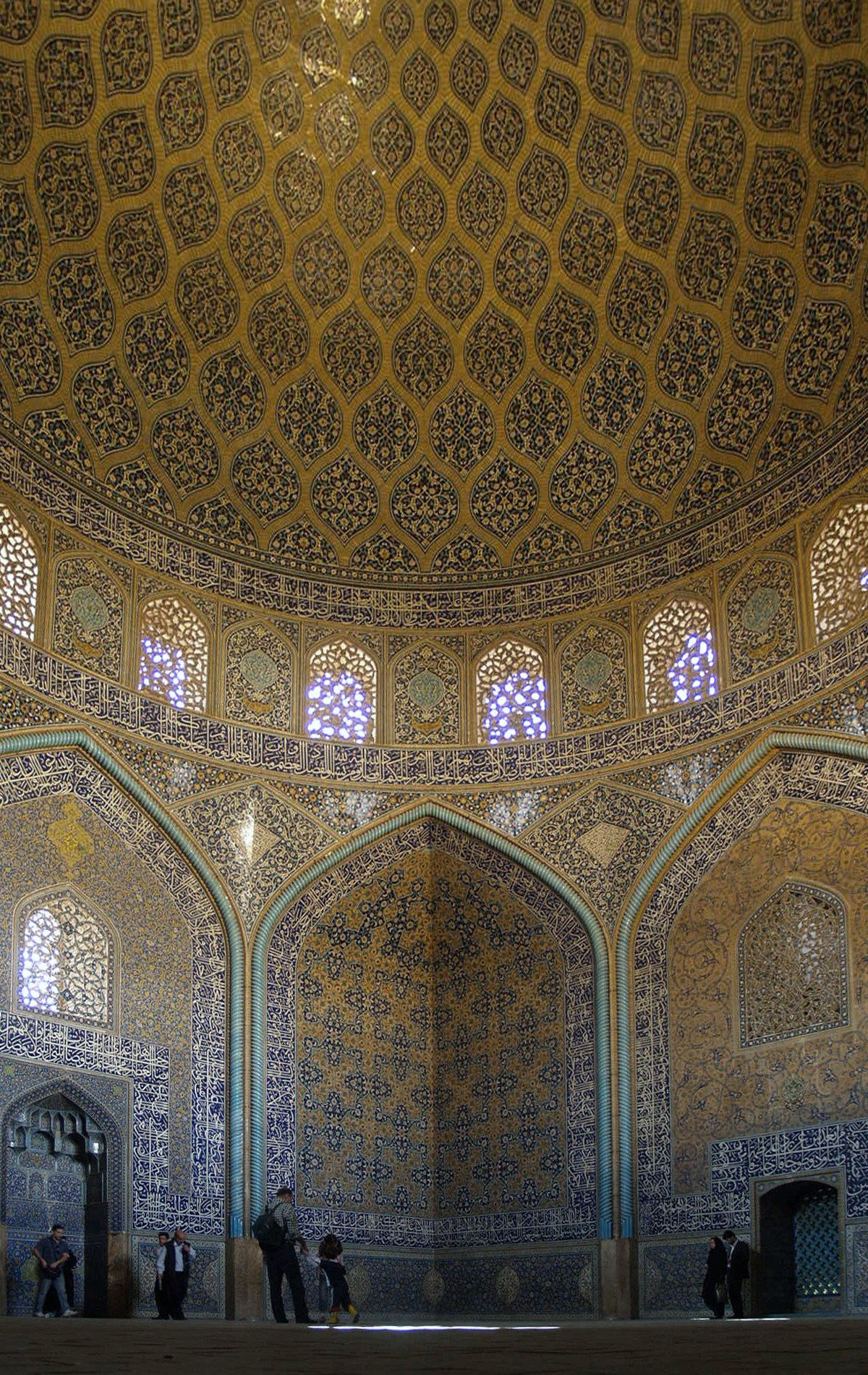
داخل گنبد شیخ لطف‌الله

مسجد شیخ لطف‌الله یکی از بناهای پیرامونی میدان است که به عنوان مسجد اختصاصی شاه عباس بکار می‌رفته این مسجد به دستور شاه عباس ساخته شده‌است و تامارا سون (به انگلیسی: Tamara sonn) آن را به عنوان یکی از زیباترین بناهای مذهبی دنیا عنوان می‌کند. این بنا در سمت مشرق میدان قرار دارد. این مسجد در دوره قاجار به شدت تخریب شد و در زمان رضا شاه بازسازی گردید. کاشیکاری فعلی پوشش بیرونی آن مربوط به سال ۱۳۱۵ شمسی است. گنبد این بنا ۳۲ متر ارتفاع داشته و ساخت آن ۱۷ سال به طول انجامیده‌است. تفاوت این بنا با سایر مساجد دوره صفوی این است که مسجد شیخ لطف‌الله دارای صحن نیست و مناره نیز ندارد. سردر مسجد به قلم ثلث علیرضا عباسی خوشنویس معروف صفوی مزین است.

### ابنیه تخریب شده
غیر از ابنیه‌ای که اکنون موجودند، یادبودهای دیگری نیز در میدان نقش جهان وجود داشته که به تدریج کاربرد خود را از دست داده و از میان رفته‌اند. سرستون‌های مرمرین که احتمالاً از تخت جمشید فارس به اصفهان آمده بودند (امروزه یکی به چهلستون منتقل شده و دیگری در موزه ایران باستان تهران قرار دارد)، ۱۱۰ عراده توپ اسپانیایی (غنیمت فتح جزیره هرمز به وسیله امام قلی خان)، میله قپق به ارتفاع چهل متر در مرکز میدان (که امروزه به کلی از میان رفته‌است) و نیز بنایی که ساعتی اروپایی در آن نصب شده بوده از آن‌جمله‌اند. همچنین در مجاورت مسجد شیخ لطف‌الله، مدرسه‌ای به نام مدرسه خواجه‌ملک (بعدها مدرسه شیخ لطف‌الله) وجود داشته که در زمان قاجاریه از میان رفته‌است.

## کارکرد

### گذشته
این میدان در سدهٔ یازدهم هجری قمری (سدهٔ هفدهم میلادی) یکی از بزرگ‌ترین میدان‌های جهان بوده‌است. شوالیه ژان شاردن فرانسوی میدان نقش جهان را زیباترین میدان دنیا دانسته‌است. در دوره شاه عباس بزرگ و جانشینان او، این میدان در روزهایی که جشن‌های سلطنتی برپا بود، محل بازی چوگان، رژهٔ ارتش، چراغانی، و نمایش‌های گوناگون بوده و در سایر روزها محل گردش و خرید مردم بوده‌است.
دو دروازه سنگی چوگان از آن دوره هنوز در میدان باقی است که از انجام ورزش چوگان در آن دوره حکایت می‌کند و قدیمی‌ترین دروازه چوگان دنیاست. طرح این میدان تا جایی در نحوه اجرای بازی چوگان تأثیر داشته‌است که زمین‌های ورزشی هارلینگام و سایر زمین‌های چوگان معروف، کم و بیش از روی این میدان ساخته شده‌اند. عمارت عالی قاپو که دید گسترده ای به این زمین چوگان دارد جهت تماشای بازی های چوگان توسط شاه عباس استفاده میشد. این میدان همچنین محل برگزاری جمعه بازارهای عظیم بوده‌است. یکی از اولین مراسم رسمی که در این میدان برگزار شده‌است، بازگشت پیروزمندانه امام قلی خان از فتح جزیره هرمز به پایتخت (اصفهان) بوده‌است. شاردن نقل می‌کند که در مواقع جشن، تا پنجاه هزار چراغ در میدان روشن می‌شده‌است. شرح مفصل این میدان را جهانگردان نامدار اروپایی مانند شوالیه شاردن، ژان باتیست تاورنیه، پیترو دلاواله، سانسون، انگلبرت کمپفر و دیگران که از روزگار صفوی به بعد از اصفهان دیدن کرده‌اند، به‌دست داده‌اند و همه آنان  زیبایی میدان را ستوده‌اند .

### معاصر

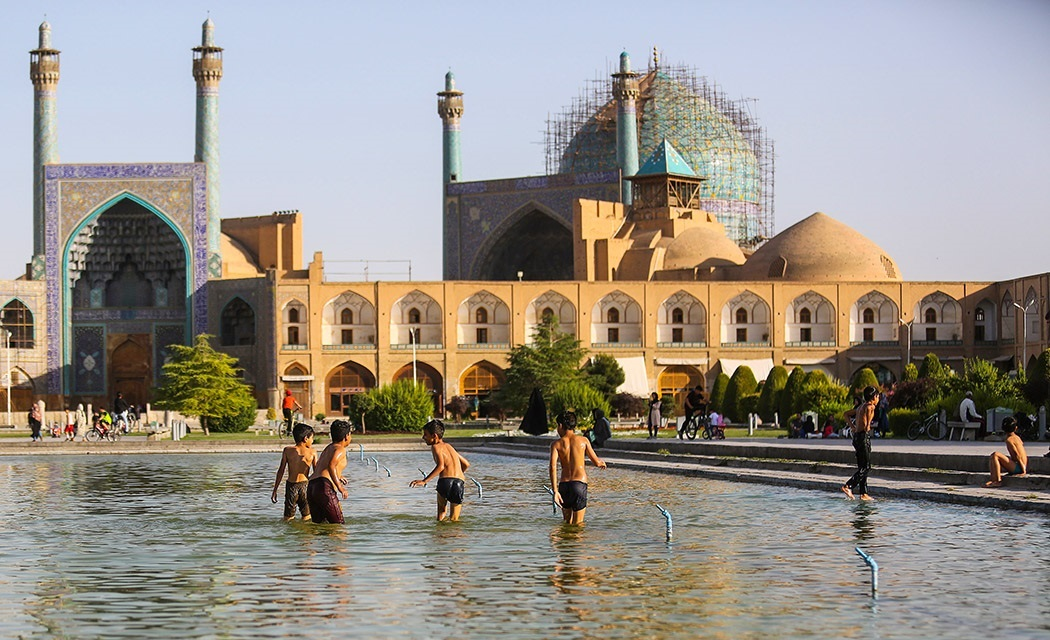
آب‌تنی چند کودک در میدان نقش جهان

پس از پیروزی انقلاب ۵۷، این میدان محل برگزاری نماز جمعه و اجتماعات سیاسی نیز می‌باشد. چمنهای این میدان همچنین تبدیل به فضایی برای نشستن خانواده‌ها در جوار اجاق گاز پیک‌نیکی شده که منظره خوشایندی برای گردشگران نیست. تصویر بخشی از این میدان، بر پشت اسکناس‌های بیست‌هزار ریالی درج شده‌است. حجره‌های دور تا دور میدان از گذشته‌های دور به فروش صنایع دستی اشتغال دارند. اگرچه در سال‌های اخیر ورود صنایع دستی چینی و پاکستانی موجب کاهش رونق فروش صنایع دستی اصیل ایرانی شده بود، ولی با موانع قانونی به تدریج فروش صنایع دستی خارجی در این حجره‌ها محدودتر شده‌است. در حال حاضر خطر تغییر کاربری این فروشگاه‌ها از صنایع دستی به اسباب بازی و خوراکی، هویت میدان را تهدید می‌نماید. به همین لحاظ مقررشده تا در سال ۱۳۸۹، پرونده ثبت ملی و جهانی صنایع دستی میدان نقش جهان تشکیل گردد. گاه خود میدان نقش‌جهان نیز دستمایه هنر هنرمندان قرار گرفته‌است. مغازه‌های اطراف میدان نیز متعلق به موقوفه صارمیه استانداری اصفهان است.